# Crest (альбом)
Crest (англ. Гребень) — совместный студийный альбом рэп-исполнителей Bladee и Ecco2K, выпущенный 17 марта 2022 года на лейбле YEAR0001.
Выпуску альбома предшествовал сингл «Girls Just Want To Have Fun» вышедший 24 февраля 2020 года.

## Запись альбома
Для записи альбома Bladee, Ecco2K и Whitearmor арендовали небольшой красный коттедж на юге Швеции, именно этот коттедж изображен на обложке, выполненной самим Bladee и стилизованной под детский рисунок. 

## Музыка и тексты
Все треки были спродюсированы Whitearmor, штатным продюсером Drain Gang. Музыка на альбоме представляет собой смесь клауд-рэпа, эмбиент- и электро-попа. 
В текстах на альбоме прослеживаются христианские мотивы, композиция «5 Star Crest (4 Vattenrum)» посвящена стокгольмскому продюсеру Vattenrum, который умер в 2019 году и спродюсировал некоторые ранние работы коллектива. Сама песня состоит из 5 частей и имеет продолжительность 8 минут 50 секунд. 

## Отзывы
Журнал Pitchfork положительно оценил альбом и поставил оценку 8.0 из 10, написав: «Коллаборация Drain Gang — один из лучших проектов шведского коллектива, близкого к рэпу и гиперпопу. Это мягкий и приятный духовный поиск чего-то большего, чем мы сами».

## Список треков
| №                   | Название                    | Продюсеры           | Длина |
| ------------------- | --------------------------- | ------------------- | ----- |
| 1.                  | The Flag is Raised          | Whitearmor          | 2:59  |
| 2.                  | 5 Star Crest (4 Vattenrum)  | Whitearmor          | 8:50  |
| 3.                  | White Meadow                | Whitearmor          | 3:30  |
| 4.                  | Faust                       | Whitearmor          | 2:06  |
| 5.                  | Yeses (Red Cross)           | Whitearmor          | 3:02  |
| 6.                  | Desire is a Trap            | Whitearmor          | 2:51  |
| 7.                  | Chaos Follows               | Whitearmor          | 2:31  |
| 8.                  | Girls Just Want to Have Fun | Whitearmor          | 2:15  |
| 9.                  | Heaven Sings                | Whitearmor          | 2:52  |
| Общая длительность: | Общая длительность:         | Общая длительность: | 31:33 |

- Ранее в 2020 году был представлен сингл «Girls Just Want to Have Fun»